# Ben Godfrey
Benjamin Matthew Godfrey, född 15 januari 1998, är en engelsk fotbollsspelare som spelar för italienska Atalanta.

## Klubbkarriär

### York City
Godfrey föddes i York och fick sin fotbollsutbildning via ungdomsakademierna i York City och Middlesbrough. Han gjorde sin A-lagsdebut för York City i League Two den 18 augusti 2015 i en 1–0-vinst över Yeovil Town.

### Norwich City
Den 15 januari 2016 värvades Godfrey av Norwich City, där han skrev på ett 3,5-årskontrakt. Godfrey debuterade den 23 augusti 2016 i en Ligacupen-match mot Coventry City (6–1-vinst), där han även gjorde sitt första mål. Godfrey gjorde sin ligadebut den 28 januari 2017 i en 2–0-vinst över Birmingham City, där han blev inbytt i den 81:a minuten mot Alexander Tettey. Godfrey skrev på ett nytt fyraårskontrakt med Norwich den 11 augusti 2017. Den 26 juni 2019 skrev han återigen på ett nytt fyraårskontrakt med Norwich.
Den 24 augusti 2017 lånades Godfrey ut till League One-klubben Shrewsbury Town på ett låneavtal fram till 1 januari 2018. Lånet förlängdes senare över resten av säsongen 2017/2018.

### Everton
Den 5 oktober 2020 värvades Godfrey av Everton, där han skrev på ett femårskontrakt. I Everton gjorde han fyra säsonger i Premier League.

### Atalanta
Den 28 juni 2024 värvades Godfrey av italienska Serie A-klubben Atalanta. Han gjorde sin officiella debut mot Real Madrid i Supercupfinalen den 14 augusti 2024 (förlust 2-0).